# Onthophagus weringerong
Onthophagus weringerong là một loài bọ cánh cứng trong họ Bọ hung (Scarabaeidae).